# 1994年の日本公開映画
- 映画 > 映画の一覧 > 年度別日本公開映画 > 1994年の日本公開映画
- 映画 > 1994年の映画 > 1994年の日本公開映画

1994年の日本公開映画（1994ねんのにほんこうかいえいが）では、1994年（平成6年）1月1日から同年12月31日までに日本で商業公開された映画の一覧を記載。作品名の右の丸括弧内は製作国を示す。
記載の凡例については年度別日本公開映画#凡例を参照

## 作品一覧

### 1月
- 14日
  - 殺人! ( イギリス)
  - 恋のたそがれ ( 日本)
- 15日
  - ジャッジメント・ナイト ( アメリカ合衆国)
  - 心のままに ( アメリカ合衆国)
  - ハネムーンは命がけ ( アメリカ合衆国)
  - サンドロット/僕らがいた夏 ( アメリカ合衆国)
  - 交際欄の女 ( ドイツ)
  - 新極道の妻たち 惚れたら地獄 ( 日本)
- 22日
  - トゥルー・ロマンス ( アメリカ合衆国)
  - エイジ・オブ・イノセンス/汚れなき情事 ( アメリカ合衆国)
  - ポケットいっぱいの涙 ( アメリカ合衆国)
  - ハード・ターゲット ( アメリカ合衆国)
  - レイニング・ストーンズ ( イギリス)
  - 「彼女」の存在 ( ドイツ/ フランス)
  - 金色の雲は宿った ( ソビエト連邦)
  - 天幻城市 ( 台湾)
- 29日
  - 銃弾の微笑 ( アメリカ合衆国)
  - ベトナムのダーちゃん ( 日本)
  - 凶銃ルガーP08 ( 日本)
  - ペインテッド・デザート ( 日本)
  - 罪と罰 ドタマかちわったろかの巻 ( 日本)

### 2月
- 5日
  - オックスフォードの恋 ( イギリス)
  - ラストソング ( 日本)
- 11日
  - デモリションマン ( アメリカ合衆国)
  - 恋愛の法則 ( アメリカ合衆国)
  - ティックス ( アメリカ合衆国)
  - 春にして君を想う ( アイスランド/ ノルウェー/ ドイツ)
  - さらば、わが愛/覇王別姫 ( 香港)
  - 免許がない! ( 日本)
- 19日
  - ボビー・フィッシャーを探して ( アメリカ合衆国)
  - クール・ランニング ( アメリカ合衆国)
  - 張り込みプラス ( アメリカ合衆国)
  - ガンクレイジー ( アメリカ合衆国)
  - 尼僧の恋 ( イタリア)
  - 君はどこにいるの? ( ロシア)
  - ピアノ・レッスン ( オーストラリア)
  - 今日から俺は!! ( 日本)
- 24日
  - エル・マリアッチ( アメリカ合衆国)
- 26日
  - シンドラーのリスト( アメリカ合衆国)
  - ゲッタウェイ ( アメリカ合衆国)
  - マイ・ライフ( アメリカ合衆国)
  - 赤い殺意 ( アメリカ合衆国)
  - アリッサ・ミラノ 言いだせなくて( アメリカ合衆国)
  - アマンテス/愛人 ( スペイン)
  - 青い凧 ( 中国)
  - 川の流れに草は青々( 台湾)
- 27日
  - ゴダールの映画史 ( フランス)
  - 映画というささやかな商売の栄華と衰退 ( フランス)

### 3月
- 5日
  - コーンヘッズ( アメリカ合衆国)
  - トカレフ ( 日本)
  - 母の贈りもの ( アメリカ合衆国)
  - ビジョンズ・オブ・ライト/光の魔術師たち( アメリカ合衆国)
- 11日
  - ライト・スリーパー ( アメリカ合衆国)
  - 我が人生最悪の時 ( 日本)
- 12日
  - ウメ星デンカ 宇宙の果てからパンパカパン( 日本・アニメ)
  - 三銃士( アメリカ合衆国)
  - シュート!( 日本)
  - ドラえもん のび太と夢幻三剣士( 日本・アニメ)
  - ドラミちゃん 青いストローハット( 日本・アニメ)
  - ベートーベン2( アメリカ合衆国)
  - 東映アニメフェア( 日本・アニメ)
    - SLAM DUNK( 日本・アニメ)
    - Dr.スランプ アラレちゃん ほよよ!助けたサメに連れられて・・・( 日本・アニメ)
    - ドラゴンボールZ 危険なふたり!超戦士はねむれない( 日本・アニメ)
- 16日
  - アンディ・ラウ 暗黒英雄伝 ( 香港)
- 18日
  - 愛が微笑む時( アメリカ合衆国)
- 19日
  - ありふれた事件 ( ベルギー)
  - 奇妙な隣人 ( イギリス)
  - 逆転無罪 ( イギリス)
  - バック・ビート ( イギリス)
  - 日の名残り ( アメリカ合衆国)
  - ビバリー・ヒルビリーズ/じゃじゃ馬億万長者( アメリカ合衆国)
  - ポエティック・ジャスティス/愛するということ ( アメリカ合衆国)
  - 水の話 ( チェコ)
  - 闇・光・闇 ( チェコ)
- 26日
  - ヴィトゲンシュタイン ( イギリス)
  - ジョイ・ラック・クラブ( アメリカ合衆国)
  - 必殺処刑コップ( アメリカ合衆国)
  - フィオリーレ 花月の伝説 ( イタリア/ フランス/ ドイツ)
  - フリー・ウィリー( アメリカ合衆国)
  - BLUE ( イギリス)
  - ヘルバウンド 地獄のヒーロー3 ( アメリカ合衆国)

### 4月
- 2日
  - 危険な友情/マックス&ジェレミー ( フランス)
- 4日
  - ジョン・ルーリー&ザ・ラウンジ・リザース/ライブ・イン・ベルリン ( アメリカ合衆国/ 日本)
- 8日
  - トラウマ/鮮血の叫び ( イタリア/ アメリカ合衆国)
- 9日
  - ミセス・ダウト ( アメリカ合衆国)
  - ラブリー・オールドメン ( アメリカ合衆国)
  - さくら( 日本)
  - 夏の庭 The Friends ( 日本)
  - 幽☆遊☆白書 冥界死闘篇 炎の絆( 日本・アニメ)
- 11日
  - キルソドム ( 韓国)
- 16日
  - 危険な遊び ( アメリカ合衆国)
  - モンテカルロ殺人事件 ( アメリカ合衆国)
  - 父の祈りを ( イギリス/ アイルランド)
  - つめたく冷えた月 ( フランス)
  - 東映スーパーヒーローフェア
    - 仮面ライダーJ( 日本)
    - 忍者戦隊カクレンジャー( 日本)
    - ブルースワット( 日本)
- 22日
  - 高級ソープテクニック4 悶絶秘戯 ( 日本)
- 23日
  - フィラデルフィア ( アメリカ合衆国)
  - カリートの道 ( アメリカ合衆国)
  - エム・バタフライ ( アメリカ合衆国)
  - スリー・オブ・ハーツ( アメリカ合衆国)
  - マザーズボーイ/危険な再会 ( アメリカ合衆国)
  - レディ・イヴ ( アメリカ合衆国)
  - 怖がる人々( 日本)
  - クレヨンしんちゃん ブリブリ王国の秘宝( 日本・アニメ)
- 28日
  - 夢魔 ( 日本)
- 29日
  - ペリカン文書 ( アメリカ合衆国)
  - 愛の拘束 ( アメリカ合衆国)
  - 木と市長と文化会館/または七つの偶然 ( フランス)
- 30日
  - 戦慄!プルトニウム人間 ( アメリカ合衆国)
  - キリング・ゾーイ ( フランス/ アメリカ合衆国)

### 5月
- 3日
  - がんばれ!ルーキー ( アメリカ合衆国)
- 6日
  - 海獣の霊を呼ぶ女 ( アメリカ合衆国)
  - 流血の絆 ( アメリカ合衆国)
- 7日
  - 愛の果てに ( アメリカ合衆国)
  - 時の翼にのって/ファラウェイ・ソー・クロース! ( ドイツ)
- 14日
  - 愛と精霊の家 ( ドイツ/ デンマーク/ ポルトガル)
  - ガンメン ( アメリカ合衆国)
  - 首領を殺った男( 日本)
  - 将軍の息子3 ( 韓国)
  - ニードフル・シングス ( アメリカ合衆国)
  - プレイデッド ( イギリス)
  - プロゴルファー織部金次郎2( 日本)
  - リトル・ブッダ ( イギリス/ イタリア/ フランス/ リヒテンシュタイン)
  - ワンダフル・ファミリー/ベイビー・トーク3 ( アメリカ合衆国)
- 21日
  - カレンダーガール ( アメリカ合衆国)
  - 蜘蛛女 ( イギリス/ アメリカ合衆国)
  - ジェロニモ( アメリカ合衆国)
  - 沈黙の要塞( アメリカ合衆国)
  - 土俵の鬼たち( 日本)
- 28日
  - ダリアン( アメリカ合衆国)
  - トゥームストーン ( アメリカ合衆国)
  - フリーク・オルランド ( ドイツ)
  - NOBODY( 日本)
  - モノリス ( アメリカ合衆国)
  - 雷電( 日本)

### 6月
- 3日
  - ピカソ・トリガー エネミー・ゴールド指令 ( アメリカ合衆国)
  - マリーナ( ドイツ/ オーストリア)
- 4日
  - アフリカン・ダンク( アメリカ合衆国)
  - 殺人核弾頭キングコブラ( アメリカ合衆国)
  - サリヴァンの旅 ( アメリカ合衆国)
  - 深夜カフェのピエール ( フランス/ イタリア)
  - とられてたまるか!? ( 日本)
- 11日
  - 完全犯罪（英語版）( アメリカ合衆国)
  - カリフォルニア( アメリカ合衆国)
  - 九老アリラン( 韓国)
  - 天使にラブ・ソングを2( アメリカ合衆国)
  - ハイル・ミュタンテ!/電撃XX作戦( スペイン)
  - 白銀に燃えて ( アメリカ合衆国)
  - 瞳が忘れない/ブリンク( アメリカ合衆国)
  - 豚が飛ぶとき ( アメリカ合衆国)
  - 毎日が夏休み( 日本)
  - メジャーリーグ2( アメリカ合衆国)
  - 林檎の木 ( ドイツ)
  - わかれ路( アメリカ合衆国)
- 13日
  - 大阪極道戦争 しのいだれ( 日本)
  - 長い見送り ( ウクライナ)
- 17日
  - ホールド・オン・ミー( アメリカ合衆国)
- 18日
  - 女ざかり( 日本)
  - セブンスフロア ( アメリカ合衆国/ 日本)
  - ルディ/涙のウイニング・ラン ( アメリカ合衆国)
- 25日
  - アンディ・ラウのスター伝説 ( 香港)
  - 風の丘を越えて～西便制 ( 韓国)
  - 冷たい月を抱く女 ( アメリカ合衆国)
  - バッド・ルーテナント/刑事とドラッグとキリスト( アメリカ合衆国)
  - フィアレス( アメリカ合衆国)
  - RAMPO(奥山バージョン、 日本)
  - RAMPO(黛バージョン、 日本)

### 7月
- 1日
  - ネバダ・ミステリー/静けさは危険な香り ( アメリカ合衆国)
  - 地獄の片道切符 ( アメリカ合衆国)
  - LOVE SONG ラブソング( 日本)
- 2日
  - ワイアット・アープ ( アメリカ合衆国)
  - 恋人はパパ/ひと夏の恋 ( アメリカ合衆国)
  - 永遠の愛に生きて ( アメリカ合衆国)
  - 怪人プチオの密かな愉しみ ( フランス)
- 9日
  - スネーク・アイズ ( アメリカ合衆国)
  - マイ・ガール2( アメリカ合衆国)
  - トリコロール/青の愛 ( フランス)
  - 禁断のつぼみ( スペイン)
  - ヤマトタケル( 日本)
  - 800 TWO LAP RUNNERS( 日本)
  - 東映アニメフェア
    - ドラゴンボールZ 超戦士撃破!!勝つのはオレだ( 日本・アニメ)
    - Dr.スランプ アラレちゃん んちゃ!!わくわくハートの夏休み( 日本・アニメ)
    - スラムダンク 全国制覇だ!桜木花道( 日本・アニメ)
- 16日
  - ゲッティング・イーブン( アメリカ合衆国)
  - ロング・ウォーク・ホーム ( アメリカ合衆国)
  - 心の地図　( イギリス/ フランス/ カナダ/ オーストラリア)
  - 釣りバカ日誌スペシャル ( 日本)
  - 平成狸合戦ぽんぽこ( 日本・アニメ)
  - グスコーブドリの伝記( 日本・アニメ)
  - それいけ! アンパンマン リリカル☆マジカルまほうの学校( 日本・アニメ)
  - 餓狼伝説 -THE MOTION PICTURE-( 日本・アニメ)
- 23日
  - ライオン・キング( アメリカ合衆国・アニメ)
  - ツイスト ( カナダ)
  - レニングラード・カウボーイズ、モーゼに会う ( フィンランド)
  - トータル・バラライカ・ショー ( フィンランド)
  - 犬と女と刑老人 ( 中国)
  - 真夏のビタミン( 日本)
- 29日
  - キカ ( スペイン)
- 30日
  - フリントストーン/モダン石器時代( アメリカ合衆国)
  - ポリスアカデミー'94/モスクワ大作戦!! ( アメリカ合衆国)
  - ミュータント・ニンジャ・タートルズ3( アメリカ合衆国)
  - アリゾナ・ドリーム ( アメリカ合衆国/ フランス)
  - スナッパー ( イギリス/ アイルランド)

### 8月
- 1日
  - コシュ・バ・コシュ/恋はロープウェイに乗って ( タジキスタン/ スイス/ 日本)
- 6日
  - カルネ ( フランス)
  - ストリートファイターII MOVIE( 日本・アニメ)
- 13日
  - 青いパパイヤの香り ( フランス/ ベトナム)
  - オートバイ少女( 日本)
  - ネクロノミカン ( アメリカ合衆国)
  - 白馬の伝説 ( イギリス/ アイルランド)
  - 裸の銃を持つ男PART33 1/3最後の侮辱 ( アメリカ合衆国)
  - グリーンガリー/永遠の熱帯雨林
  - マーヴェリック ( アメリカ合衆国)
  - マンハッタン殺人ミステリー ( アメリカ合衆国)
- 20日
  - ギルバート・グレイプ ( アメリカ合衆国)
  - サバイビング・ゲーム( アメリカ合衆国)
  - GS美神 極楽大作戦!!( 日本・アニメ)
  - トリコロール/白の愛 ( フランス)
  - 平成イヌ物語バウ 原始イヌ物語バウ( 日本・アニメ)
  - ブロンクス物語／愛につつまれた街( アメリカ合衆国)
  - ゆかいな天使/トラブるモンキー ( アメリカ合衆国)
  - らんま1/2 超無差別決戦! 乱馬チームVS伝説の鳳凰( 日本・アニメ)
- 27日
  - ネイキッド ( イギリス)
  - ラスト・ブラッド/修羅を追え ( 香港)
- 29日
  - 先生あした晴れるかな( 日本)

### 9月
- 2日
  - ピカソ・トリガー/ダラス・コネクション ( アメリカ合衆国)
- 3日
  - 蒼き獣（おおかみ）たち ( 香港)
  - 苺とチョコレート ( キューバ/ メキシコ/ スペイン)
  - 男が女を愛する時 ( アメリカ合衆国)
  - ゴダールの決別 ( フランス)
  - ヒーローインタビュー ( 日本)
  - フル・ブラッド ( 香港)
  - メン・オブ・ウォー ( アメリカ合衆国)
- 10日
  - ガンガー 俵万智inカルカッタ ( 日本)
  - トゥルーライズ ( アメリカ合衆国)
  - ノストラダムス戦慄の啓示 ( 日本)
  - プレストン・スタージェス★アメリカン・ドリーマー ( アメリカ合衆国)
  - ブロンドの標的 ( アメリカ合衆国)
  - モスクワ・天使のいない夜 ( ロシア)
- 15日
  - ザ・チェイス ( アメリカ合衆国)
- 16日
  - ブリジット/女が男を奪うとき ( アメリカ合衆国)
- 17日
  - クロウ/飛翔伝説 ( アメリカ合衆国)
  - ダークライズ ( フィンランド/ アメリカ合衆国/ エストニア/ スウェーデン)
  - 熱帯楽園倶楽部 ( 日本)
  - バルカン・ランナー ( イタリア)
- 23日
  - ウルフ ( アメリカ合衆国)
  - エンジェル・ダスト ( 日本)
  - グール ( アメリカ合衆国)
  - 全身小説家 ( 日本)
  - ハーヴェスト ( アメリカ合衆国/ イギリス)
  - ビバリーヒルズ・コップ3 ( アメリカ合衆国)
- 24日
  - サイボーグコップ2 ( アメリカ合衆国)
  - ダーティ・ウィークエンド ( イギリス)
- 26日
  - さらば英雄/愛と銃撃の彼方に ( 香港)
- 30日
  - 灰色の石の中で ( ロシア)

### 10月
- 1日
  - シティ・スリッカーズ2/黄金伝説を追え( アメリカ合衆国)
  - 東雲楼 女の乱( 日本)
  - 棒の哀しみ( 日本)
- 4日
  - 日曜日のピュ( スウェーデン)
- 7日
  - Undo “アンドゥー”( 日本)
- 8日
  - あなたが聞こえない ( アメリカ合衆国)
  - 依頼人( アメリカ合衆国)
  - 静かなる一頁 ( ロシア)
  - ショート・カッツ( アメリカ合衆国)
  - 黒い収穫 ( オーストラリア)
  - パルプ・フィクション( アメリカ合衆国)
  - フォー・ウェディング ( イギリス)
  - マリア ( ロシア)
  - 欲望( アメリカ合衆国)
- 11日
  - ワンス・アポン・ア・タイム・イン・チャイナ 天地黎明( 香港)
- 14日
  - アクセル 爆走マッハ428 ( アメリカ合衆国)
  - フィラデルフィア・エクスペリメント2 ( アメリカ合衆国)
- 15日
  - 青空に一番近い場所 ( 日本)
  - あなたに降る夢 ( アメリカ合衆国)
  - エース・ベンチュラ ( アメリカ合衆国)
  - 大いなる河の流れ ( カナダ)
  - きっと忘れない( アメリカ合衆国)
  - 銀行 ( フランス)
  - 極つぶし( 日本)
  - 突然炎のごとく( 日本)
  - 予想された喪失 ( オーストラリア)
  - ラ・マルセイエーズ ( フランス)
- 18日
  - ツー・コップス ( 韓国)
- 22日
  - グレン・グールドをめぐる32章 ( カナダ)
  - 四十七人の刺客 ( 日本)
  - シュリンジ( アメリカ合衆国)
  - 仁義なき抗争 ( 香港)
  - 忠臣蔵外伝 四谷怪談( 日本)
  - ナイトメアー・ビフォア・クリスマス( アメリカ合衆国・アニメ)
  - 逃げる天使( アメリカ合衆国)
  - ピーターズ・フレンズ ( イギリス)
  - 夜がまた来る( 日本)
  - ルトガー・ハウアー 処刑脱獄( アメリカ合衆国/ カナダ)
- 25日
  - 九龍帝王 ゴッド・オブ・クーロン ( 香港)
- 26日
  - スワンプ・ウォーター( アメリカ合衆国)
- 28日
  - ハードジャッカー/標高10,000フィートの死闘! ( アメリカ合衆国)
  - ボイリング・ポイント( アメリカ合衆国)
- 29日
  - アブラハム渓谷( ポルトガル)
  - 居酒屋ゆうれい( 日本)
  - カウガール・ブルース ( アメリカ合衆国)
  - 集団左遷( 日本)
  - スペース・リザード3001/宇宙の極道蜥蜴( アメリカ合衆国)
  - セバスチャン ( イギリス)
  - ナスターシャ ～ドストエフスキー「白痴」より( 日本)
  - ホーカス ポーカス( アメリカ合衆国)
  - めぐり逢ったが運のつき( フランス)

### 11月
- 1日
  - 泥の中を泳げ( フィリピン)
- 3日
  - ジェルミナル( フランス)
  - NIGHT HEAD 劇場版( 日本)
  - ブローン・アウェイ/復讐の序曲( アメリカ合衆国)
- 4日
  - ブラッド・ウォリアー( アメリカ合衆国)
  - フリーフォール( アメリカ合衆国)
- 5日
  - 119( 日本)
  - クリントンを大統領にした男( アメリカ合衆国)
  - ストリーマーズ 若き兵士たちの物語( アメリカ合衆国)
  - ティンク・ティンク( 日本)
- 9日
  - いつも心の中に ( 香港)
- 11日
  - 九龍大捜査線( 香港)
- 12日
  - シャドー( アメリカ合衆国)
  - 少年兵三毛大活躍( 中国)
  - セカンド・サークル( ロシア)
  - タイムコップ( アメリカ合衆国)
  - トリコロール/赤の愛( フランス)
  - ネバー・セイ・ダイ/地獄のデルタ・フォース( アメリカ合衆国)
  - バッド・ガールズ（ アメリカ合衆国）
  - ハードロック・ハイジャック( アメリカ合衆国)
  - 薔薇の素顔( アメリカ合衆国)
  - 北京バスターズ( 香港/ 中国)
  - 未確認生命体 MAX/マックス( アメリカ合衆国)
  - 息子の告発( 香港)
- 19日
  - 億万長者になった男。（ 日本）
- 23日
  - 愛に気づけば…( アメリカ合衆国)
- 24日
  - 白髪魔女伝( 香港)
- 25日
  - 本番レズ 恥ずかしい体位（ 日本）
- 26日
  - キル・ミー・テンダー( アメリカ合衆国)
  - 青春の約束( 中国)
  - デモンズ’95( イタリア/ フランス)
  - ブレインスキャン( アメリカ合衆国)
  - ネイビー・フォース/テロリスト壊滅作戦( アメリカ合衆国)
  - ラスト・ターゲット/沈黙の復讐( アメリカ合衆国)

### 12月
- 3日
  - 吉祥村の日々( 中国)
  - ゴールデン・ボールズ( スペイン)
  - 修羅の帝王( 日本)
  - スピード( アメリカ合衆国)
- 4日
  - おさわが!スーパーベビー( 日本・アニメ)
  - 劇場版美少女戦士セーラームーンS( 日本・アニメ)
  - 蒼き伝説シュート!( 日本・アニメ)
- 9日
  - ガーディアン・エンジェル( アメリカ合衆国)
- 10日
  - インタビュー・ウィズ・ヴァンパイア( アメリカ合衆国)
  - オリーブの林をぬけて( イラン)
  - 河童( 日本)
  - ギターはもう聞こえない( フランス)
  - ゴジラvsスペースゴジラ( 日本)
  - ゴッド・アーミー/悪の天使( アメリカ合衆国)
  - 34丁目の奇跡( アメリカ合衆国)
  - 春桃( 香港/ 中国)
  - 酔拳2( 香港)
  - 月より帰る( 日本)
  - リアリティ・バイツ( アメリカ合衆国)
  - 鷲の指輪( ポーランド/ イギリス/ フランス/ ドイツ)
- 17日
  - 愛の新世界( 日本)
  - 哀戀花火( 香港)
  - 家なき子 みなし子すずの哀しい旅( 日本)
  - 今そこにある危機( アメリカ合衆国)
  - コリーナ、コリーナ( アメリカ合衆国)
  - ザッツ・エンタテイメントPART3( アメリカ合衆国)
  - ゼイラム2( 日本)
  - ネバーエンディング・ストーリー3( アメリカ合衆国)
  - 裸足のマリー( フランス/ ベルギー/ ポルトガル)
  - ミナ( フランス)
  - 恋愛小説( ロシア/ フランス)
- 23日
  - 愛・アマチュア( アメリカ合衆国)
  - イヴォンヌの香り( フランス)
  - 男はつらいよ 拝啓車寅次郎様( 日本)
  - ゴリラは真昼、入浴す。( セルビア/ ドイツ)
  - The Punk/ザ・パンク( イギリス)
  - ジュニア( アメリカ合衆国)
  - スウィング・キッズ( アメリカ合衆国)
  - スウォーズマン 女神伝説の章( 香港)
  - つきせぬ想い( 香港)
  - 釣りバカ日誌7( 日本)